# Anna Normann
Pour les articles homonymes, voir Normann.
Anna Normann, née le 20 août 1984, est une tireuse sportive handisport suédoise concourant en SH1 pour les athlètes pour se tenir debout. Elle est championne du monde en 2019 et médaillée d'argent paralympique en 2021.

## Biographie
Membre des Forces armées suédoises, elle se brise la cheville lors d'un entrainement en 2014 mais malgré cinq opérations, elle ne récupère pas le plein usage de celle-ci. Avant ça, elle participe aux championnats pour les valides où elle remporte la médaille d'or par équipes aux Championnats du monde de tir 2014 à Grenade.

## Carrière
Lors de la dernière journée des Jeux paralympiques d'été de 2020, Anna Normann remporte la médaille d'argent en R6 (tir à la carabine à 50 m couché SH1 mixte), battue de 0,4 points par la Slovaque Veronika Vadovičová. Elle avait battu le record du monde lors des qualifications avec 1 177 points.